# Sabcé (département)
Pour le village chef-lieu, voir Sabcé.
Sabcé est un département du Burkina Faso situé dans la province du Bam de la région Centre-Nord. Lors du dernier recensement général de la population en 2006, le département comptait 23 098 habitants.

## Géographique

### Villes et villages
Le département comprend une ville chef-lieu (populations actualisées en 2006) :
- Sabcé (2 899 habitants),

et 30 villages :
- Bangrin (1 156 habitants)
- Bissa (871 habitants)
- Boussouma  (1 051 habitants)
- Foursa (363 habitants)
- Foulou (1 500 habitants)
- Goungla  (894 habitants)
- Imiougou  (1 118 habitants)
- Kombedgo (200 habitants)
- Koumnogo (83 habitants)
- Kougsabla (1 197 habitants)
- Koukoundi (1 078 habitants)
- Loungo (635 habitants)
- Lefourba  (861 habitants)
- Lefourba-Foulbé (63 habitants)
- Mafoulou (578 habitants)
- Mafoulou-Foulbé (158 habitants)
- Nôh (667 habitants)
- Ouéguéla (215 habitants)
- Ouintini (761 habitants)
- Ouazélé (547 habitants)
- Ronguin (570 habitants)
- Rounou (481 habitants)
- Sanhoui (593 habitants)
- Siguinvoussé (974 habitants)
- Souryala (949 habitants)
- Sorgho-Peulh (63 habitants)
- Tanga-Pela (540 habitants)
- Toublongo (194 habitants)
- Zandkom  (1 523 habitants)
- Zandkom-Peulh (379 habitants)

## Administration
| Période                                  | Période      | Identité                    | Étiquette | Qualité |
| ---------------------------------------- | ------------ | --------------------------- | --------- | ------- |
|                                          | 30 août 2016 | Mahamoudou Pierre Zoungrana | NTD       |         |
| 31 août 2016                             | en cours     | Rigobert Nassa              | MPP       |         |
| Les données manquantes sont à compléter. |              |                             |           |         |

## Santé et éducation
Le département accueille un dispensaire isolé à Zandkom, deux centres de soins et de promotion sociale (CSPS) situés à Sabcé et Mafoulou tandis que le centre médical avec antenne chirurgicale (CMA) de la province se trouve à Kongoussi et le centre hospitalier régional (CHR) est à Kaya.